# 玛夏布洛姆峰
玛夏布洛姆峰位于巴基斯坦北部，是世界第二十二高峰，巴基斯坦第十一高峰。玛夏布洛姆峰最初被西方探险队称作K1，是由于1856年英国蒙哥马利少尉（T.G.Montgomerie）首次考察喀喇昆仑山脉时，用“K”开头标出了此山脉自西向东的5座主要山峰。
玛夏布洛姆峰是喀喇昆仑山脉的支脉玛夏布洛姆山脉的最高峰，虽然山峰高耸陡峭。但是其名气远远不及喀喇昆仑山脉其余4座主峰。玛夏布洛姆峰名字的来历不太明确，“布洛姆（brum）”在当地巴尔蒂语意为山峰，“玛夏（Masher）”则有可能来源于mashadar（意为前镗枪）或者masha（意为女王）。
1960年，一支由Nicholas Clinch带领的美国和巴基斯坦联合登山队首次从东南面登上玛夏布洛姆峰，登顶者为George Irving Bell与Willi Unsoeld。